# 奥马尔别克·巴扎尔巴耶夫
奥马尔别克·巴扎尔巴耶夫（1981年9月17日—）是一名土库曼斯坦举重运动员，身高1.65米，个人最好成绩296千克。 
2004年，巴扎尔巴耶夫参加雅典奥运会62公斤级比赛，并以287.5千克获第六名次年在沙特举办的第一届伊斯兰团结运动会中，斩获银牌。又在2008年亚洲举重锦标赛创下296千克的个人最好成绩并获得同级别亚军。当年参加该级别的北京奥运会比赛，因挺举没有成绩而未完成比赛。2010年广州亚运会62公斤级比赛中以317千克仅获得第六名。